# Квінт Фабій Максим Гург
Квінт Фа́бій Макси́м Гург (лат. Quintus Fabius Maximus Gurges; близько 320 до н. е. — після 265 до н. е.) — політичний та військовий діяч Римської республіки, консул 292 та 276 років до н. е.

## Життєпис
Походив з патриціанського роду Фабіїв. Син Квінта Фабія Максима Рулліана, п'ятикратного консула.
У 295 році до н. е. Квінта Фабія Гурга було обрано курульним еділом. У тому ж році він звинуватив декількох римських матрон в перелюбстві і стягнув з них штраф, який використав на споруду храму Венери поруч з Великим Цирком.
У 292 році до н. е. його було обрано консулом разом з Децимом Юнієм Брутом Сцевою. Під час своєї каденції воював із самнітами. Однак, після поразки у битів, в якій полягло 3 тисячі римських воїнів, він, кинувши військо, повернувся до Риму. Сенат уже хотів відсторонити його від командування, але за нього заступився батько, пообіцявши загладити безчестя сина. Переконавши сенат призначити себе легатом, Квінт Фабій Рулліан взяв участь у війні під командуванням власного сина. У 292 році він завдав рішучої поразки самнітам. Квінт Фабій Максим Гург за допомогою батька відновив свою репутацію. Після цього він штурмом взяв кілька міст. За військові успіхи отримав тріумф.
У 291 році до н. е. як проконсул Квінт Фабій Гург вирушив до Самніуму, де вів облогу Комінія. Однак, консул того року Луцій Постумій Мегелл зажадав від нього залишити військо. За Фабія заступився сенат, але прибулий у табір проконсула Мегелл погрозами все ж змусив того скласти з себе повноваження.
У 285 році до н. е. можливо його обрано цензором разом з Спурієм Карвілієм Максимом.
Вдруге Квінт Фабій Гург став консулом у 276 році до н. е. разом з Гаєм Генуцієм Клепсіною. Очолював війська проти самнітів, луккан та бруттійців. За свої успіхи знову отримав тріумф.
У 273 році до н. е. увійшов до складу посольства разом з Квінтом Огульнієм Галлом та Нумерієм Фабієм Піктором до Птолемея II Філадельфа, царя Єгипту. Після повернення до Риму отримані від царя подарунки Квінт Фабій Гург і його колеги віддали в скарбницю Рима, проте сенат постановив залишити їх у власності послів.
У 265 році до н. е. Квінт Фабій Гург став принцепсом сенату. Подальша доля його невідома.

## Родина
- Квінт Фабій Максим Гург, консул 265 року до н. е.